# 언디스퓨티드 (영화)
《언디스퓨티드》(영어: Undisputed)는 미국과 독일에서 제작된 2002년 스포츠 드라마 영화이다. 월터 힐이 데이비드 가일러와 공동 각본을 쓰고 연출하였으며, 웨슬리 스나이프스, 빙 레임스, 피터 포크 등이 출연하였다. 2002년 8월 23일 미국에서 개봉되었다.
프랜차이즈가 형성되었으며, 속편으로 《언디스퓨티드 2》(2006), 《언디스퓨티드 3》(2010), 《보이카: 언디스퓨티드 파이널》(2017)이 있다.

## 출연진
- 웨슬리 스나이프스
- 빙 레임스
- 피터 포크
- 마이클 루커
- 존 세이다
- 웨스 스투디
- 피셔 스티븐스
- 마스터 P
- 마이클 베일리 스미스
- 데이턴 캘리
- 브루스 A. 영
- 로즈 롤린스
- 피터 제이슨

## 기타 제작진
- 라인 제작: 마이클 P. 플래니건
- 배역: 루번 캐넌
- 미술: 마리아 레브먼 케이소
- 세트: 앨리스 베이커, 제러미 세틀스
- 의상: 바버라 엥글하트

## 사운드트랙
힙합 음악을 포함한 사운드트랙이 2002년 3월 5일 유니버설 레코드에 의해 출시되었다.